# 久慈吻鰩
久慈吻鰩（學名：Rhinoraja kujiensis），為軟骨魚綱鰩目單鰭鰩科吻鰩屬的一種，分布於西北太平洋日本海域，深度100至450公尺，體長可達23.3公分，棲息在深海軟底質海域，為底棲性魚類，屬肉食性，卵生, 卵囊為長方形具有堅硬的觸角，生活習性不明。